# José Cándido Esposito
Pour les articles homonymes, voir Esposito.
José Cándido Esposito (ou Exposito), né à Cadix (Espagne) le 30 novembre 1734, mort au Puerto de Santa María (Espagne, province de Cadix) le 23 juin 1771, est un matador espagnol.

## Présentation
José Cándido est déposé le 30 novembre 1734 à l’orphelinat de Cadix, mais il est élevé à Chiclana de la Frontera. Très jeune, il se consacre à l’art taurin et devient élève de « Lorencillo ». Il prend l’alternative à Madrid (Espagne) le 25 mai 1756, avec comme parrain « Lorencillo » (selon d’autres sources, Diego de Álamo « El Malagueño »). Il semble que cette alternative soit la première. Il faut toutefois préciser qu’à cette époque, il suffisait qu’un débutant alterne avec un matador confirmé pour qu’il soit désormais considéré comme « matador de toros ». Cette alternative peut donc être considérée comme anecdotique. José Cándido a été l’un des matadors les plus réputés de son époque, avant « Costillares », « Pepe Hillo » et Pedro Romero.
Le 23 juin 1771, dans les arènes du Puerto de Santa María, il est gravement blessé par un taureau de la ganadería de Bornos et meurt dix heures après l’accident. Il a le triste privilège d’ouvrir la liste des matadors morts dans l'arène.
L’un de ses deux fils, Jerónimo José, sera lui aussi matador et sera l’un des plus réputés de la fin du XVIIIe siècle.